# Resolució 1320 del Consell de Seguretat de les Nacions Unides
La Resolució 1320 del Consell de Seguretat de les Nacions Unides fou adoptada per unanimitat el 15 de setembre de 2000. Després de reafirmar les resolucions 1298 (1999), 1308 (2000) i 1312 (2000) sobre la situació entre Eritrea i Etiòpia i la 1308 (2000), el Consell va desplegar un component militar com a part de la Missió de les Nacions Unides a Etiòpia i a Eritrea (UNMEE) i va ampliar el seu mandat fins al 15 de març de 2001.
El Consell de Seguretat va afirmar la necessitat que els dos països compleixin amb el dret internacional humanitària, els drets humans i la llei de refugiats. Va donar suport a l'Acord sobre cessament d'hostilitats entre els governs d'Etiòpia i Eritrea i es va comprometre a treballar amb ambdues parts i amb l'Organització de la Unitat Africana (OUA) per implementar l'acord.
La resolució va autoritzar el desplegament de 4.200 efectius militars, inclosos 220 observadors, amb el següent mandat:
(a) supervisar el cessament d'hostilitats i l'observança dels compromisos de seguretat per ambdues parts;
(b) supervisar la redistribució de les tropes etíops en àrees que anteriorment no estaven sota l'administració d'Etiòpia;
(c) supervisar les posicions de les forces d'Eritrea que s'havien de redistribuir a 25 km de les tropes etíops;
(d) supervisar la zona de seguretat temporal i presidir la Comissió de Coordinació Militar;
(e) proporcionar assistència per a activitats d'acció de mines;
(f) coordinar les activitats de la UNMEE a la zona de seguretat i àrees adjacents.
Es va demanar als dos països que concloguessin un acord de Status of Forces Agreement en un termini de 30 dies amb el secretari general, Kofi Annan i se'ls instava a continuar amb les activitats de desminatge. També es va demanar a les parts que cooperessin amb el Comitè Internacional de la Creu Roja i garanteixin l'accés segur al personal humanitari.
Actuant sota el Capítol VII de la Carta de les Nacions Unides, el Consell va decidir que l'embargament d'armes no s'aplicava al personal de les Nacions Unides. Finalment, tant a Etiòpia com a Eritrea se'ls va demanar que continuessin sense demora les negociacions per un acord de pau. La finalització de la missió de manteniment de la pau estava vinculada a la demarcació de la frontera entre Etiòpia i Eritrea.